# Drive-by download
Drive-by download är en term som har flera betydelser. Sammanfattande för dem alla är att något laddats ner (vanligtvis från Internet till användarens dator) utan att först göra användaren uppmärksam om detta. Nerladdningen består påfallande ofta av så kallad adware eller spyware.